# Charles Hoff

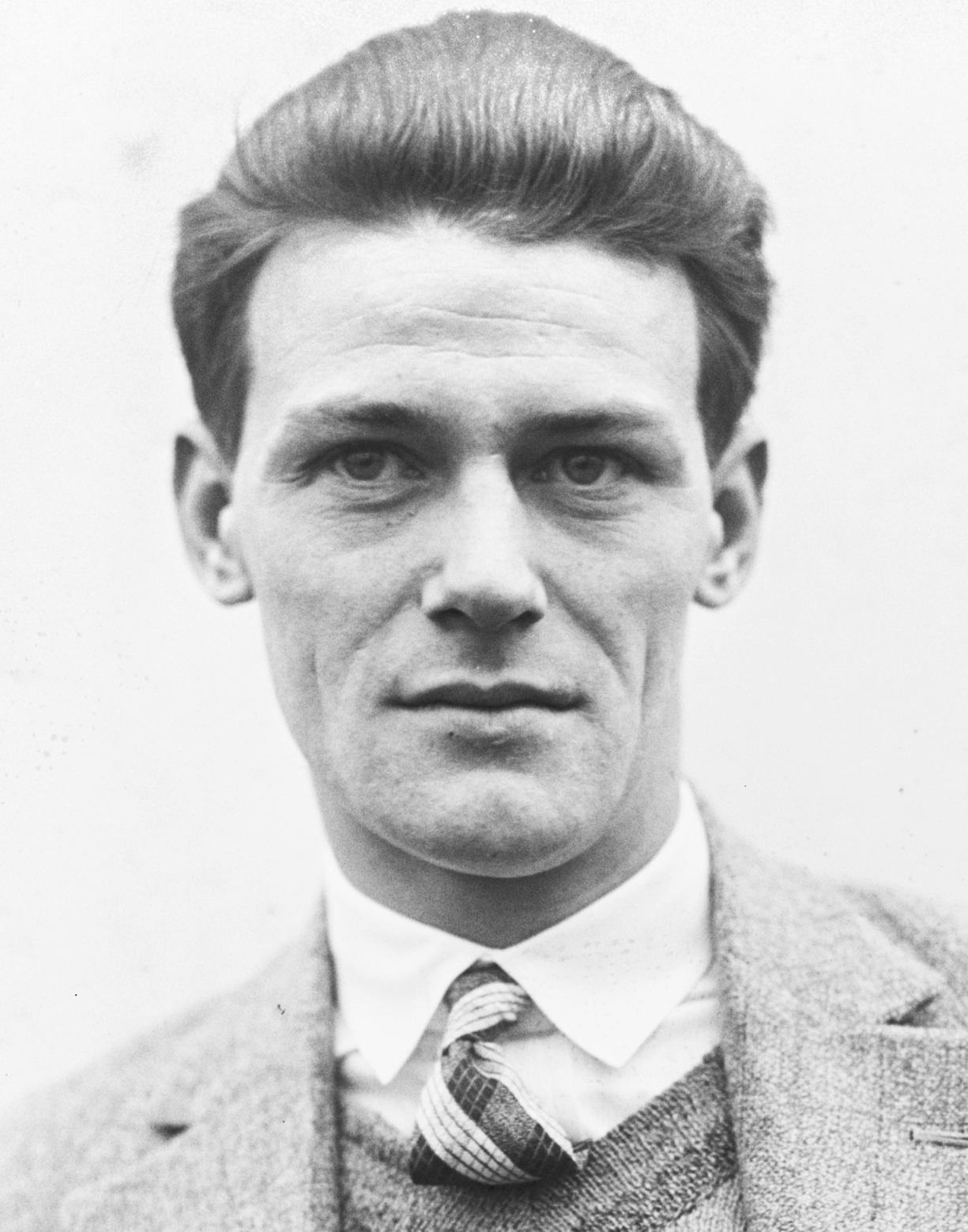
Charles Hoff

Charles Hoff (* 9. Mai 1902 in Fredrikstad; † 19. Februar 1985 in Oslo) war ein norwegischer Leichtathlet, der in den 1920er Jahren aktiv war.
Er wurde fünf Mal norwegischer Meister:
| Jahr     | 1921      | 1922      | 1923      | 1924      | 1925      | 1933      |
| Höhe (m) | 3,28 (2.) | 4,02 (1.) | 4,01 (1.) | 3,36 (1.) | 4,10 (1.) | 3,80 (1.) |

Außerdem war er 1922 bei den offenen britischen Meisterschaften mit 3,66 m siegreich.
Er stellte vier Weltrekorde im Stabhochsprung auf:
- 4,12 m am 3. September 1922 in Kopenhagen (Verbesserung der bisherigen Bestmarke des Amerikaners Frank Foss um 3 cm)
- 4,21 m am 22. Juli 1923 in Kopenhagen
- 4,23 m am 13. August 1925 in Oslo
- 4,25 m am 27. September 1925 in Turku (Verbesserung 1927 durch Sabin Carr)

Charles Hoff war der erste Stabhochspringer, der einen Einstichkasten (aus Holz) benutzte. Er prägte auch einen neuen Sprungstil, der darin bestand, dass er die Beine nicht eher herunterklappte, als die Hände den Stab losgelassen hatten.
Auch als Läufer konnte Charles Hoff beachtliche Ergebnisse erzielen. Über 400 m stehen für ihn 48,8 s und über 800 m 1:56,7 min zu Buche. Diese Zeiten lief er bei den Olympischen Spielen 1924 in Paris, wo er wegen einer Verletzung auf die Teilnahme am Stabhochsprungwettbewerb verzichtete und über 800 m den achten Platz belegte. Seine läuferischen Auftritte hatten jedoch keineswegs nur sporadischen Charakter. Dies beweist eine am 18. Januar 1926 veröffentlichte Notiz in der „Time“, aus der hervorgeht, dass Hoff zusammen mit drei anderen Europäern, darunter der Deutsche Hubert Houben, einer Einladung zur Teilnahme an der amerikanischen Wintersaison folgte in der Absicht, im Stabhochsprung die 14 Fuß anzupeilen und auch über die Mittelstrecke anzutreten.
Hoffs schillernde Persönlichkeit war nicht nur auf dem Sportplatz, sondern auch im Varieté zu bewundern, wo er sich für seine Darbietungen natürlich entlohnen ließ. Es kam, wie es – dem damaligen Zeitgeist entsprechend – kommen musste: Als er sich im Frühjahr 1926 mit einem Frack bekleidet über 4,16 m schwang, wurde er zum Profi erklärt und war somit bei den Olympischen Spielen 1928 in Amsterdam nicht mehr startberechtigt.